# Qué comen los que saben
Qué comen los que saben es un programa de televisión argentino de género gastronómico emitido por Telefe. Es conducido por el cocinero Fernando Trocca.

## Sinopsis
En cada episodio, el reconocido chef, se encuentra con grandes amigos, expertos en gastronomía y artistas famosos, para recorrer juntos bares y restaurantes de la ciudad en busca de propuestas imperdibles, lugares novedosos y redescubrir las especialidades de los clásicos de siempre.Este grupo de cazadores de sabores viaja en un auto con un simpático conductor asignado recorriendo diferentes lugares y terminan cada noche en el espacio exclusivo de Fernando Trocca donde, entre platos y bebidas, se revelan placeres gastronómicos, nuevos proyectos y los secretos mejor guardados.
En el primer envío, Fernando pasa a buscar a un referente de la pastelería argentina: Damián Betular, jurado de Bake Off Argentina, El Gran Pastelero y jefe de pastelería del prestigioso Hotel Hyatt en el Palacio Duhau. Juntos, llegan a un bar escondido en plena ciudad inspirado en la época de la Ley Seca en New York. Allí, se encuentran con el actor Humberto Tortonese. Siguiendo la aventura, se suma Malena Guinzburg quien los acompaña a conocer un restaurante que está armado en lo que fue un taller mecánico.
El grupo sigue su noche de ronda y finalizan el viaje en el espacio exclusivo del anfitrión donde degustan un champagne y un postre perfecto.